# Battaglia di Kōnodai (1564)
Nella seconda battaglia di Kōnodai del 1564 Hōjō Ujiyasu guidò i suoi uomini alla vittoria contro Satomi Yoshihiro. Sia Ujiyasu che Yoshihiro erano figli dei comandanti che combatterono la prima battaglia di Kōnodai, quando Hōjō Ujitsuna sconfisse le forze congiunte di Satomi Yoshitaka e Ashikaga Yoshiaki.
Satomi Yoshihiro iniziò bene la battaglia e catturò Kōnodai forzando gli Hōjō a ritirarsi. In inferiorità numerica di 20 000 a 8 000, Satomi ripiegò quando l'avanguardia Hōjō ritornò alla carica. Ma doveva essere una finta, sperando che gli avversari cadessero in una trappola. Hōjō Ujiyasu sospettò che potesse trattarsi di una trappola di qualche sorta, e mandò suo figlio Ujimasa con una piccola forza ad attaccare i Satomi da dietro, facendoli arrendere. Nel culmine della battaglia Yoshihiro vise il suo giovane figlio, Chokuro, ucciso da Matsuda Yasuyoshi, un servitore Hōjō; dopo la battaglia, sentendosi in rimorso per aver ucciso un ragazzo così giovane, Matsuda entrò nel clero.
Hōjō Ujiyasu celebrò la vittoria con una poesia: